# Jacques Behnan Hindo
Jacques Behnan Hindo, né en 1941 à İdil (Azech, Turquie) et mort le 6 juin 2021 à Montfermeil, est un évêque turc de l'Église catholique syriaque, archevêque de l'archéparchie de Hassaké-Nisibi de 1996 à 2019.

## Biographie
Jacques Behnan Hindo est né à Azech en Turquie le 8 août 1941. 
Il est ordonné prêtre le 4 mai 1969 pour l'archéparchie de Hassaké-Nisibi. En juin 1996, il est nommé archevêque de cette même archéparchie et consacré évêque le 19 juin 1997 par le patriarche primat Ignace Antoine II Hayek, il devient ainsi l'évêque syro-catholique de l'archidiocèse de Hassaké-Nisibi.
Pendant la guerre civile syrienne, il informe régulièrement la presse internationale des exactions dont la population est victime.  
Sa démission pour raison d'âge est acceptée le 22 juin 2019. 